# Терешпільська сільська рада
| Терешпільська сільська рада — колишній орган місцевого самоврядування у Хмільницькому районі Вінницької області з адміністративним центром у с. Терешпіль. Сільській раді підпорядковані населені пункти: - с. Терешпіль - с. Держанівка - с. Софіївка - с. Українське |

## Склад ради
Рада складається з 12 депутатів та голови.

## Керівний склад сільської ради
| ПІБ                        | Основні відомості                                                                             | Дата обрання | Дата звільнення |
| -------------------------- | --------------------------------------------------------------------------------------------- | ------------ | --------------- |
| Шамрай Григорій Феліксович | Сільський голова, 1955 року народження, освіта, член Всеукраїнського об'єднання «Батьківщина» | 26.03.2006   | 31.10.2010      |
| Шамрай Григорій Феліксович | Сільський голова, 1955 року народження, освіта вища, безпартійний                             | 31.10.2010   |                 |

Примітка: таблиця складена за даними джерела